# Tratado anglo-soviético de 1942

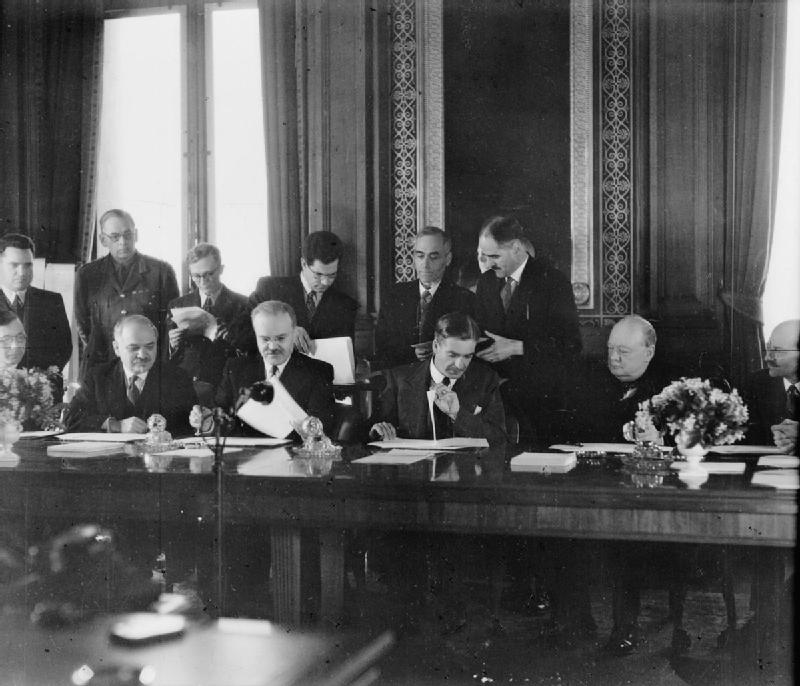
Winston Churchill y los diplomáticos Soviéticos e ingleses, firmando El acuerdo de asistencia mutua de veinte años entre el Reino Unido y la Unión de Repúblicas Socialistas Soviéticas de 1942.

El acuerdo de asistencia mutua de veinte años entre el Reino Unido y la Unión de Repúblicas Socialistas Soviéticas o el Tratado anglo-soviético estableció una alianza militar y política entre la Unión Soviética y el Imperio británico durante la Segunda Guerra Mundial y veinte años después. El tratado fue firmado en Londres el 26 de mayo de 1942 por el Secretario de Relaciones Exteriores británico Anthony Eden y por el Ministro de Relaciones Exteriores soviético Viacheslav Mólotov.